# When the Wind Blows (singolo)
When the Wind Blows, è un brano musicale scritto da David Bowie ed Erdal Kizilcay, per la colonna sonora del film a cartoni animati Quando soffia il vento del 1986.

## Il brano
Il brano segnò la seconda occasione nella quale Bowie contribuì in qualche modo a un film basato su un romanzo di Raymond Briggs; nel 1982, infatti, aveva girato un'introduzione filmata per Il pupazzo di neve (The Snowman). La canzone di Bowie fu il risultato di una collaborazione con il polistrumentista Erdal Kızılçay, che avrebbe lavorato nuovamente con Bowie in futuro, soprattutto per l'album The Buddha of Suburbia.
Il singolo raggiunse la posizione numero 44 nella Official Singles Chart, promosso da un videoclip costituito da spezzoni del film e da immagini di Bowie. Da allora, la canzone è divenuta una sorta di rarità, in quanto di difficile reperibilità non facendo parte di nessun album di Bowie.
A differenza delle B-side strumentali degli anni ottanta, la versione strumentale di When the Wind Blows non è semplicemente una versione della canzone senza la voce solista, ma una registrazione orchestrale completamente differente.

## Tracce
- Testo di David Bowie, musica di Bowie ed Erdal Kizilcay.

7" Virgin / VS 906 (UK) / VSS 906 (UK)
1. When the Wind Blows – 3:32
2. When the Wind Blows (Instrumental) – 3:52

12" Virgin / VS 906-12 (UK)
1. When the Wind Blows (Extended Mix) – 5:46
2. When the Wind Blows (Instrumental) – 3:52

Digital Download - 2007 EMI UK (When The Wind Blows EP di David Bowie)
1. When the Wind Blows (2002 Remaster) – 3:34
2. When the Wind Blows (Extended Mix)  – 5:36
3. When the Wind Blows (Instrumental)  – 3:46

## Formazione
- David Bowie – voce, produzione
- Erdal Kızılçay -
- David Richards - produzione